# الهندوسية في الدول العربية
الهندوسية في الدول العربية يوجد الملايين من المواطنين ذوي الأصول الهندية بمختلف طوائفهم في الدول العربية والكثير منهم يدينون بالهندوسية ويرجع ذلك بالدرجة الأولى بشكل كبير إلى هجرة العمال الهنود والنيپاليين إلى الدول الغنية بالنفط حول الخليج العربي.
ولقد بُنيت عدد من المعابد الهندوسية في البحرين، والإمارات العربية المتحدة، وقطر، واليمن، وعُمان ولبنان.

## التواجد
ملايين من هنود المهجر، من ديانات مختلفة، يقيمون ويعملون في البلدان العربية. قُدرت أعداد الهندوس في عام 2010 حسب مركز پيو للأبحاث، في بعض الدول العربية كالتالي:
- الإمارات العربية المتحدة: 1,405,398[3]
- السعودية: 390,000
- قطر: 351,210[4][5]
- الكويت: 350,000
- عُمان: 259,780[6]
- اليمن: 120.000[7][8]
- البحرين: 150,000

الإجمالي: 3,400 مليون نسمة

## حسب البلد

### الإمارات العربية المتحدة
يشكل الجنوب آسيويون من مختلف الديانات والاعتقادات الدينية المجموعة الإثنية الأكبر في الإمارات العربية المتحدة، حيث يعيش أكثر من مليوني مهاجر هندي (معظمهم من ولايات كيرلا وأندرا برديش وتاميل نادو الجنوبية) في البلاد ويشكلون أكثر من 28% من المجموع الكلي للسكان عام 2017. يعيش معظم أفراد الجالية الهندية في المدن الإماراتية الكبرى على غرار دبي وأبوظبي والشارقة. وفقًا لتقرير الوزارة، والتي جمعت بيانات التعداد السكاني في عام 2005، تبين أن 6.6% من مجموع السكان في دولة الإمارات العربية المتحدة هم هندوس، وهي ثالث أكثر الأديان انتشاراً بعد كل من الإسلام والمسيحية على التوالي.
ثمة فقط معبد هندوسي واحد في دبي يشتهر محلياً باسم معبد الشيڤ والكريشنا مندير.

### البحرين
في العاصمة البحرينية المنامة يوجد معبدين هندوسيين - معبد إسكون في حي الكويت، و معبد گوروڤايوراپان لطائفة هاري كريشنا في العادلية. بُني المعبدين بواسطة المهاجرين الهندوس في السنوات الأخيرة، و معبد بربر، في قرية بربر. وفقاً لتقديرات مركز بيو للأبحاث عام 2010 فإنَّ حوالي 9.8% من سكان البحرين هم من أتتباع الديانة الهندوسية، وهي ثالث أكثر الأديان انتشاراً بعد الإسلام والمسيحية على التوالي.

### الكويت
وفقاً لتقديرات الهيئة العامة الكويتية للمعلومات المدنية عام 2018 كان حوالي 7.5% من سكان الكويت هم من أتباع الديانة الهندوسية، وهي ثالث أكثر الأديان انتشاراً بعد الإسلام والمسيحية على التوالي.

### سلطنة عُمان
ترجح التقديرات وجود أعداد كبيرة من الهندوس في سلطنة عمان. يوجد معبدين هندوسيين في العاصمة مسقط: معبد كريشنا في روي، و معبد شيڤا في المطرح. يعتقد أن معبد الشيڤا بُني منذ أكثر من مئة عام، كما ويوجد معبد هندوسي آخر في صحار. وفقاً لتقديرات من عام 2010 كان حوالي 9.8% من سكان سلطنة عمان هم من أتباع الديانة الهندوسية، وهي ثالث أكثر الأديان انتشاراً بعد الإسلام والمسيحية على التوالي.

### قطر
وفقاً لتقديرات من عام 2010 كان حوالي 13.8% من سكان قطر هم من أتباع الديانة الهندوسية.

### اليمن
في القرن التاسع عشر، بُني في عدن ما يزيد عن خمسة معابد هندوسية. معبد شري تريكامراجي-هاڤلي تم بناؤه عام 1862، بعد بناء معبد الشيخ العثماني هانومانجي، معبد شري رامچاندرجي، معبد شري هنگراج ماتاجي مندير ومعبد شري شنكار هانومان. يوجد أيضاً معبد جياني وسيخي في عدن. بحسب دراسة مركز بيو للأبحاث عام 2010 تُعد الهندوسيَّة ثاني أكثر الديانات انتشاراً في اليمن، ويتبعها حوالي 120,000 نسمة. ومعظمهم من أبناء الجالية الهنديَّة القاطنة في البلاد.

## وصلات خارجية
- كسرواني، باميلا - الهندوس من أكبر الأقليات في دول الخليج- رصيف22 (بالعربية)